# Động vật ăn cỏ

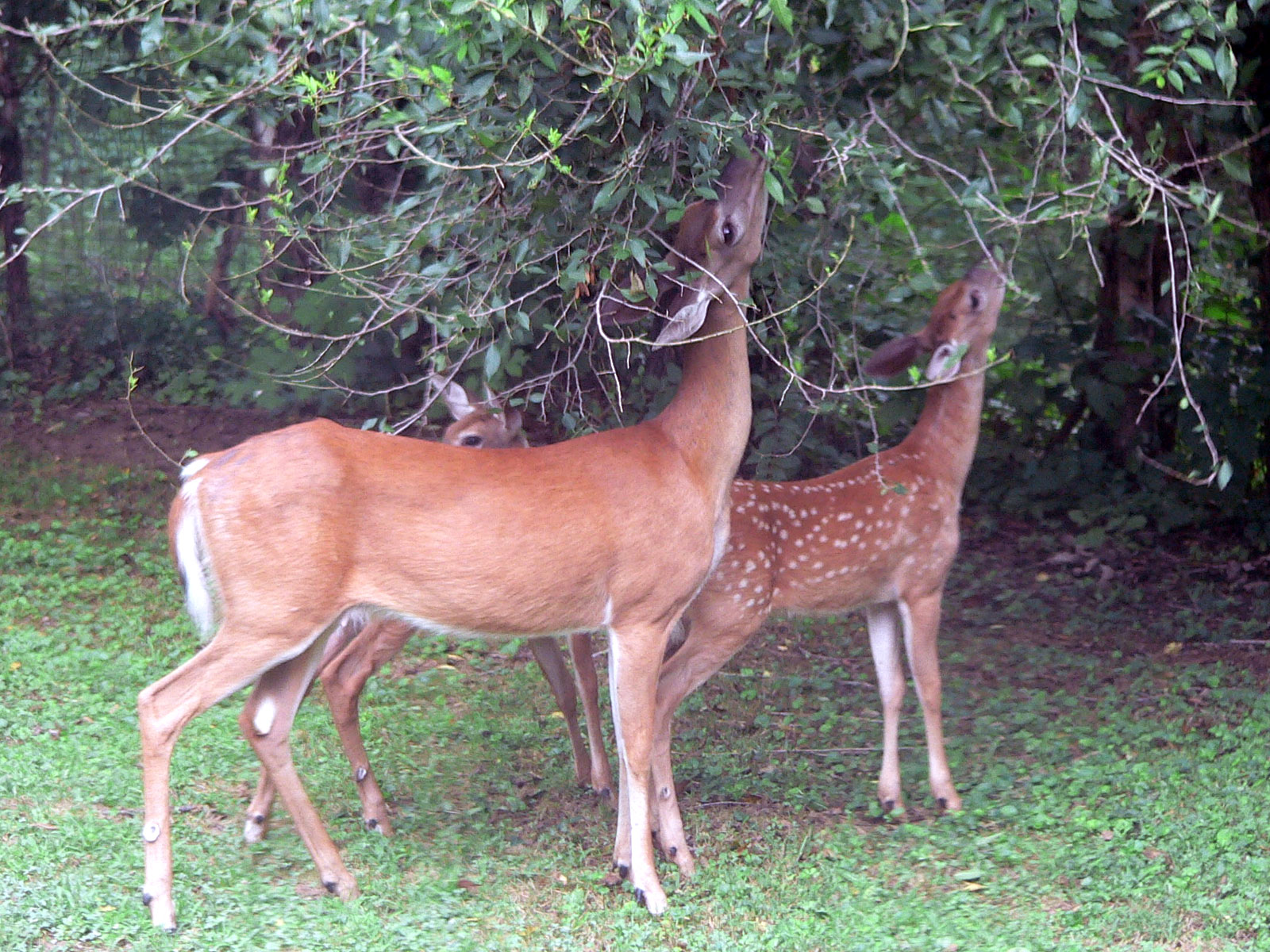
Nai và nai con đang ăn lá

Động vật ăn cỏ là động vật sống dựa vào việc ăn các nguồn thức ăn từ thực vật. Hebivory là một hình thức tiêu thụ, trong đó một sinh vật chủ yếu ăn sinh vật tự dưỡng ví dụ như thực vật, tảo và vi khuẩn quang hợp. Hebivory thường dùng để chỉ các động vật ăn thực vật; nấm, vi khuẩn, sinh vật đơn bào ăn các loài thực vật sống được gọi là vi sinh vật gây bệnh ở thực vật, các vi khuẩn sống trên các loài thực vật chết được gọi là hoại sinh. Các loài thực vật ra hoa hút dinh dưỡng từ các loài thực vật sống được gọi là ký sinh thực vật.
Thế giới động vật rất phong phú với muôn loài động vật to lớn và nhỏ bé sống trên cạn, dưới nước, và trong không trung. Mỗi loài động vật có những đặc điểm riêng biệt về hình dạng và kích thước. Tuy nhiên, thế giới động vật có thể được chia thành ba nhóm chính bao gồm động vật ăn cỏ, động vật ăn thịt và động vật ăn mùn bã.
Động vật ăn cỏ là một nhóm các loài động vật dựa vào nguồn thức ăn chủ yếu là thân cây, trái cây, lá cây, vỏ cây và các nguồn thức ăn tự nhiên khác. Nhóm động vật này không thể tiêu hóa được thịt bởi chúng có răng to và phẳng. Chúng có thể là các loài động vật có vú{, côn trùng, chim và cá. Hai bộ chính thuộc nhóm động vật ăn cỏ là động vật Gặm nhấm và động vật Móng guốc. Động vật Gặm nhấm bao gồm các loài như chuột và sóc. Động vật Móng guốc bao gồm voi, tê giác, hà mã, ngựa, linh dương...;ngoài ra còn bao gồm cả các loại động vật nhai lại như cừu, dê, trâu và bò.

## Từ nguyên
Động vật ăn cỏ là dạng có "góc cạnh" của đồng tiền La tinh hiện đại, động vật ăn cỏ, được trích dẫn trong Nguyên tắc địa chất học năm 1830 của Charles Lyell. Richard Owen đã sử dụng thuật ngữ "góc cạnh" trong một công trình nghiên cứu năm 1854 trên răng và bộ xương hóa thạch.  Herbivora có nguồn gốc từ tiếng Latinh herba 'cây nhỏ, thảo mộc' và vora, từ vorare 'ăn, ngấu nghiến'.

## Liên kết
- Herbivore information resource website
- The herbivore defenses of Senecio viscusus
- Herbivore defense in Lindera benzoin Lưu trữ ngày 8 tháng 9 năm 2006 tại Wayback Machine
- website of the herbivory lab at Cornell University